# (15810) Arawn
(15810) Arawn es un plutino, con 2:3 de resonancia con Neptuno, similar a la de Plutón. Tiene un perihelio (punto más cercano al sol) de 34,756 UA y un afelio (mayor distancia al Sol) de 44,507 UA, por lo que está en una órbita relativamente excéntrica. Su dimensión es de unos 127 km de diámetro. Fue descubierto el 12 de mayo de 1994 por MJ y A. Irwin Zytkow. 

## Órbita

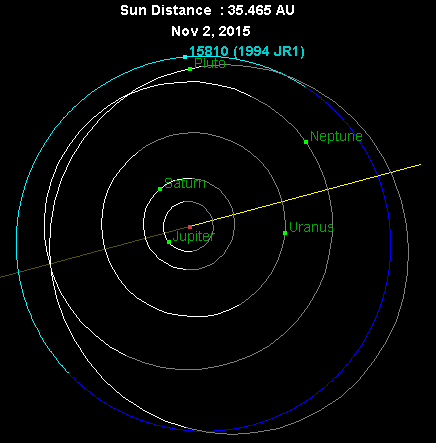
Orbita de 15810 Arawn en cercanías del planeta enano Plutón

(15810) 1994 JR 1 es actualmente uno de los vecinos más cercano al planeta enano Plutón. En 2017, se encontraba a tan solo 2,6 UA de distancia.